# Liste des navires actifs de la marine du Bangladesh
Liste des navires actifs de la marine bangladaise  (bengali : বাংলাদেশ নৌ বাহিনী, Bangladesh Nou Bahini), branche navale des  forces armées du Bangladesh.

## Sous-marin d'attaque conventionnel
Classe Ming  Chine : (acquis en 2017)
- BNS Nabajatra (S 161)
- BNS Joyjatra (S 162)

## Frégates
Classe Ulsan  Corée du Sud :(acquis en 2001)
- BNS  Bangabandhu (F25)

Classe Jianghu-III  Chine : (acquis en 2014)
- BNS Abu Bakar (F15)
- BNS Ali Haider (F17)

Classe Jianghu-II  Chine : (acquis en 1989)
- BNS Osman (F18)

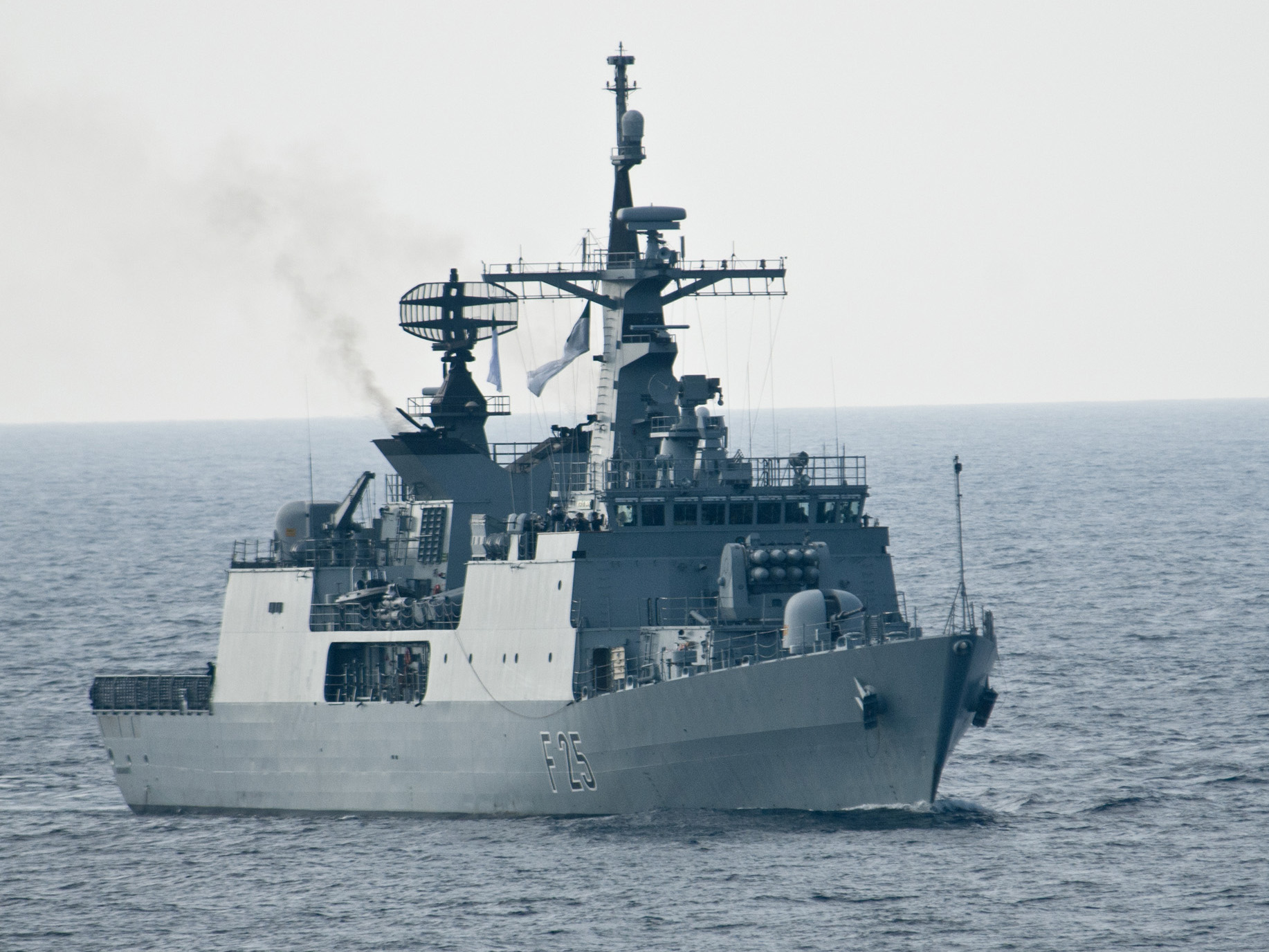
BNS Bangabandhu (F25)

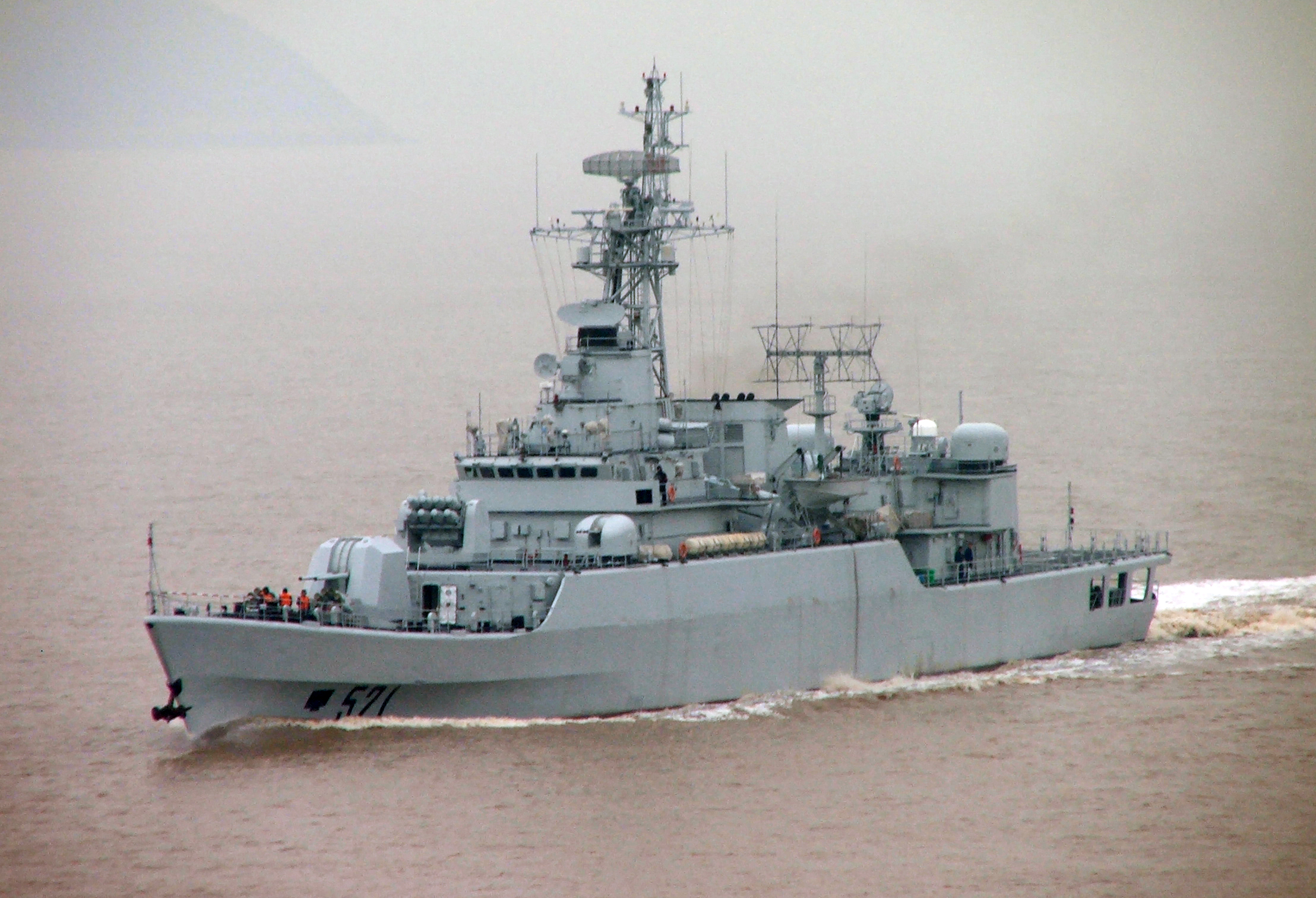
Type 053H3

Classe Hamilton  États-Unis:(acquis en 2013 et 2015)
- BNS Somudra Joy (F28)
- BNS Somudra Avijan (F29)

Classe Jiangwei-II  Chine : (acquis en 2019)
- BNS Umar Farooq (F16)
- BNS Abu Ubaidah (F19)
- BNS Khalid Bin Walid (F20)

## Corvettes
Classe Castle  Royaume-Uni : (acquis en 2011)
- BNS Dhaleshwari (F36)
- BNS Bijoy (F35)

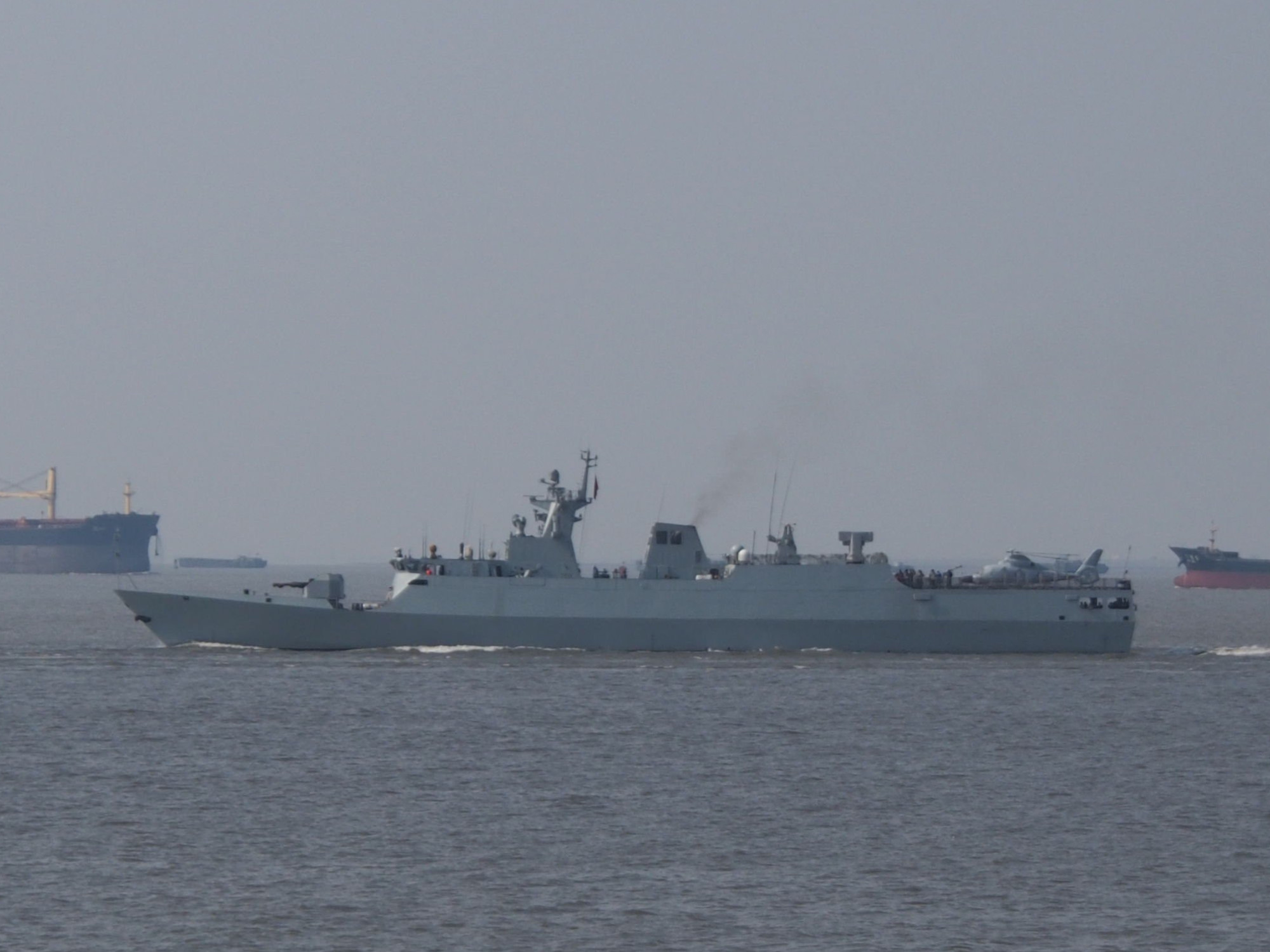
Corvette Type 056

Type 056  Chine : (acquis en 2016 et 2019)
- BNS Shadhinota (F111)
- BNS Prottoy (F112)
- BNS Shongram (F113)
- BNS Prottasha (F114)

## Grands Patrouilleurs
Classe Durjoy  Chine/ Bangladesh : (acquis en 2013 et 2017)
- BNS  Durjoy (P811)
- BNS Nirmul (P813)
- BNS Durgam (P814)
- BNS Nishan (P815)

Classe Sea-Dragon  Corée du Sud : (acquis en 1997)
- BNS Madhuma (P911)

## Patrouilleurs côtiers
Classe Island  Royaume-Uni : (acquis de 2002 à 2004)

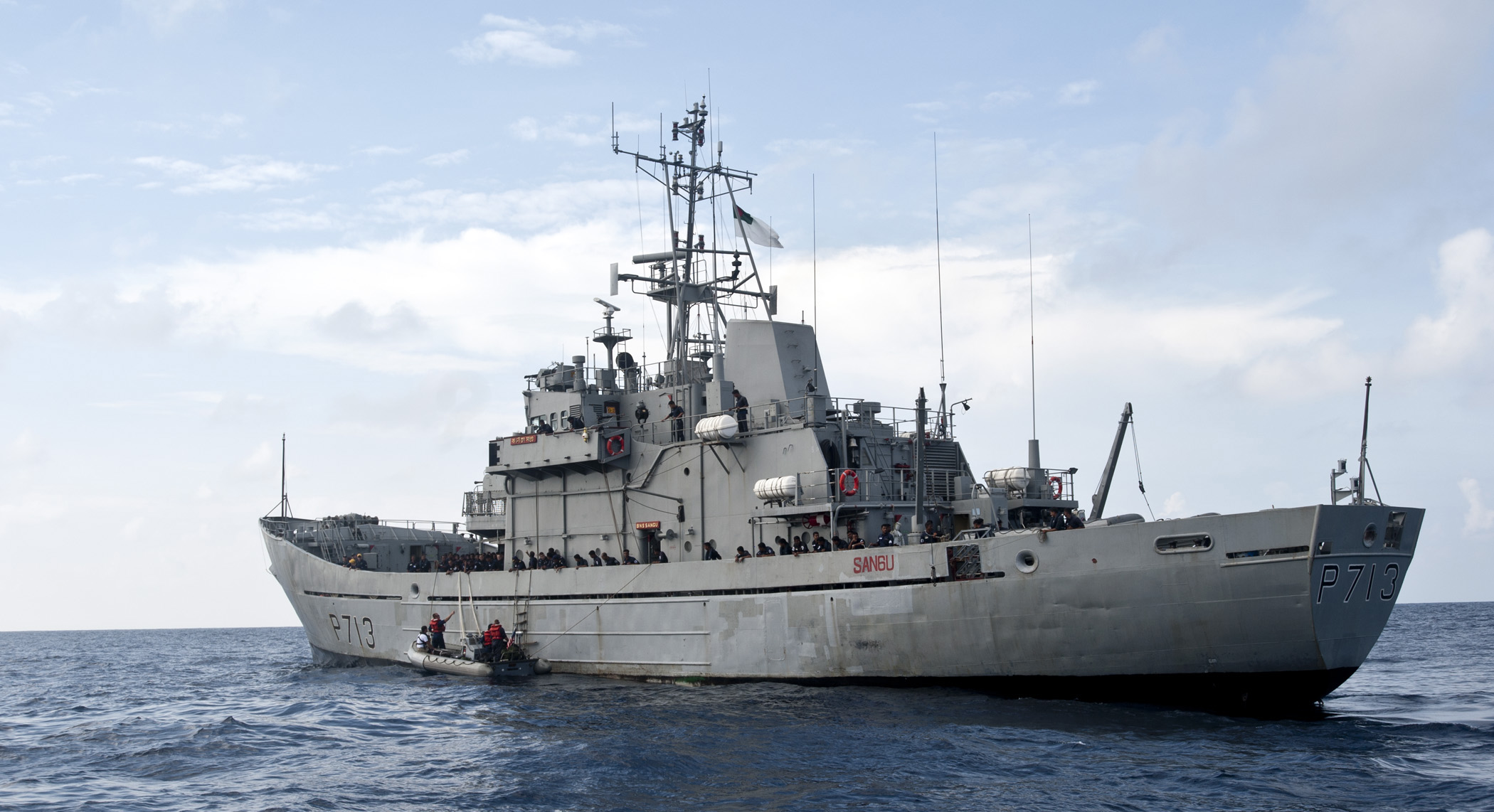
BNS Sangu (P713)

- BNS Sangu (P713)
- BNS Turag (P714)
- BNS Kapatakhaya (P912)
- BNS Karatoa (P913)
- BNS Gomati (P914)

Classe Meghna  Singapour : (acquis en 1984)
- BNS Meghna (P211)
- BNS Jamuna (P212)

Classe Padma  Bangladesh : (acquis en 2013) 
- BNS Padma (P312)
- BNS Surma (P313)
- BNS Aparajeya (P261)
- BNS Adamya (P262)
- BNS Atandra (P263)

## Bateaux d'intervention rapide
- Classe Defender  États-Unis : 16 unités
- Patrol Craft Fast  Indonésie : 18 unités[1],[2]

## Navires d'attaque rapide (avec missiles)

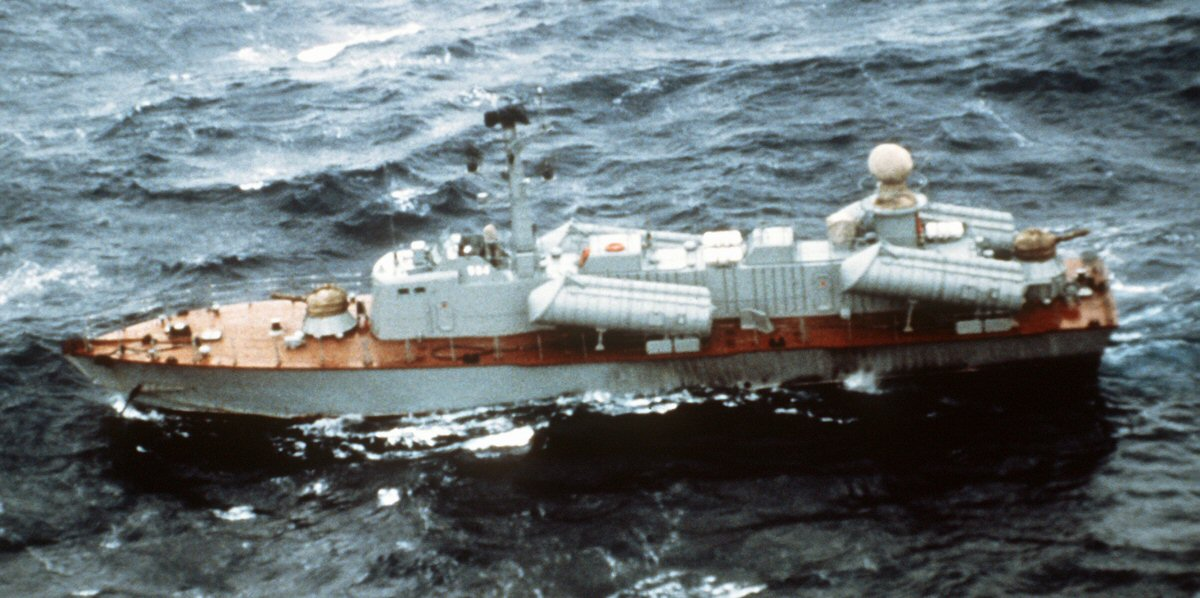
Type 021

Type 021  Chine : (acquis en 1988)
- BNS Durdharsha (P8125)
- BNS Durdanto (P8126)
- BNS Durdondo (P8128)
- BNS Anirban (P8131)

## Chasseurs de sous-marin
Classe Kraljevica  Yougoslavie : (acquis en 1975)
- BNS Karnafuli (P314)
- BNS Tista (P315)

Type 062  Chine : (acquis en 1996)
- BNS Barkat (P711)

Type 037  Chine : (acquis en 1985) 
- BNS Nirbhoy (P812)

## Canonnières
Type 021  Chine : (acquis en 2002)
- BNS Salam (P712)

Classe Chamsuri  Corée du Sud : (acquis de 2000 à 2004)
- BNS Titash (P1011)
- BNS Kusiyara (P1012)
- BNS Chitra (P1013)
- BNS Dhansiri (P1014)

## Navire-école
- BNS Shaheed Ruhul Amin (A511) - (1993)

## Navires océanographiques

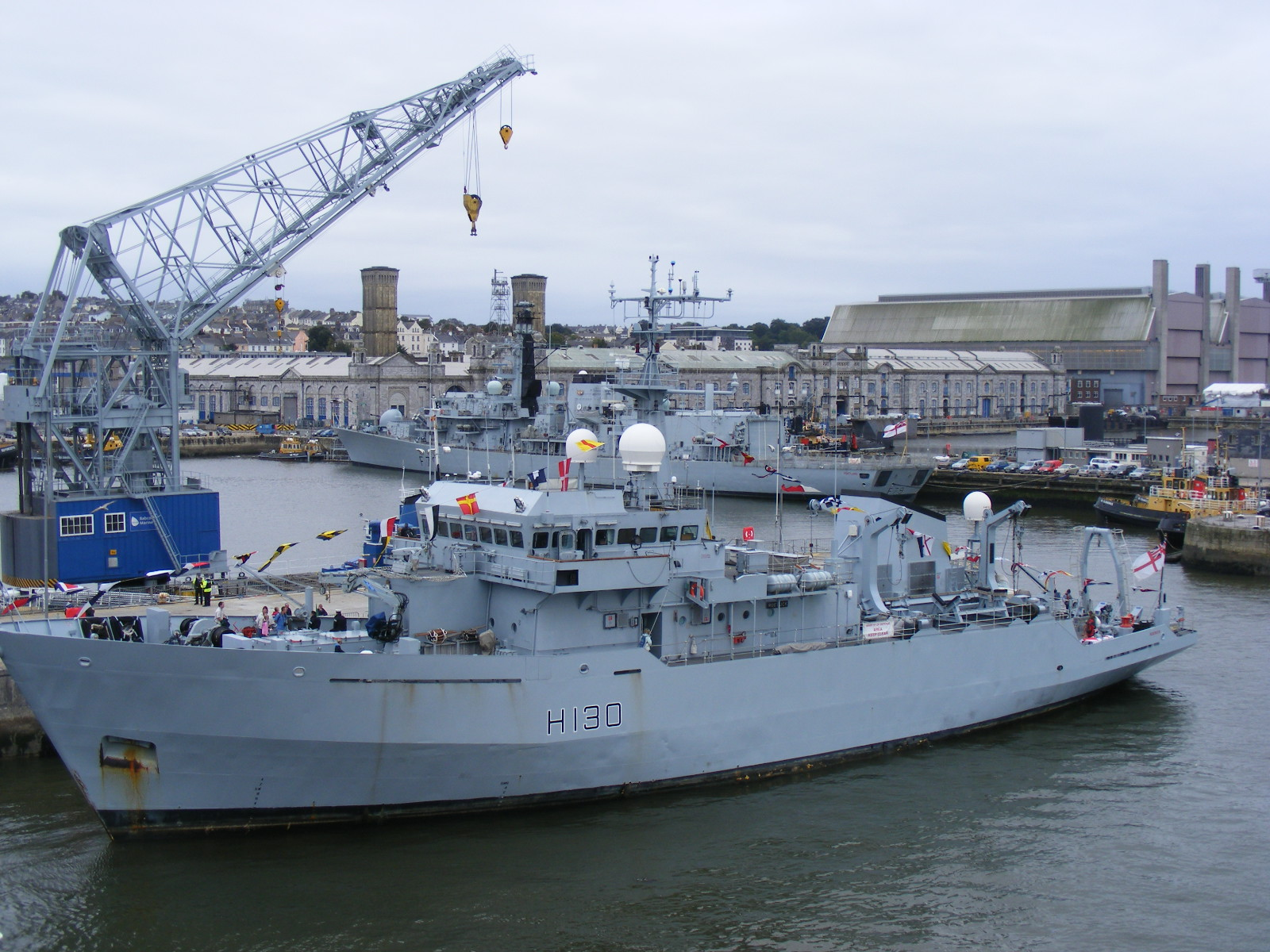
BNS Anushandhan

- BNS Anushandhan (H584) (2010)
- BNS Agradoot (H583) - (1998)
- Classe Tallashi  Bangladesh : (2019/2020)
- BNS Darshak (H581)
- BNS Tallashi (H582)

## Dragueurs de mines

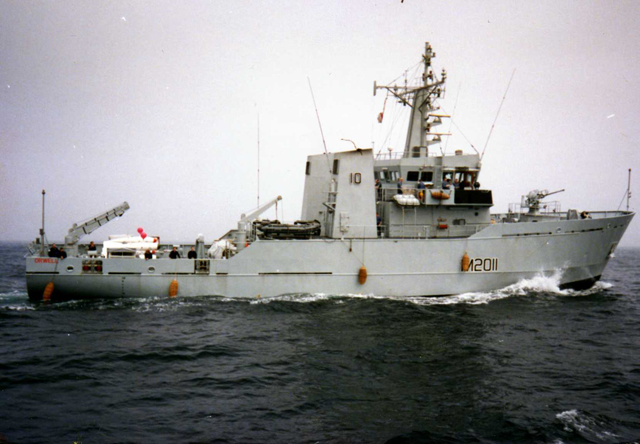
Classe River

Type 010  Chine : (acquis en 1991)
- BNS Sagar (M91)

Classe River  Royaume-Uni : (acquis en 1995)
- BNS Shapla (M95)
- BNS Shaikat (M96)
- BNS Surovi (M97)
- BNS Shaibal (M98)

## Navires amphibies
Landing Craft Utility :

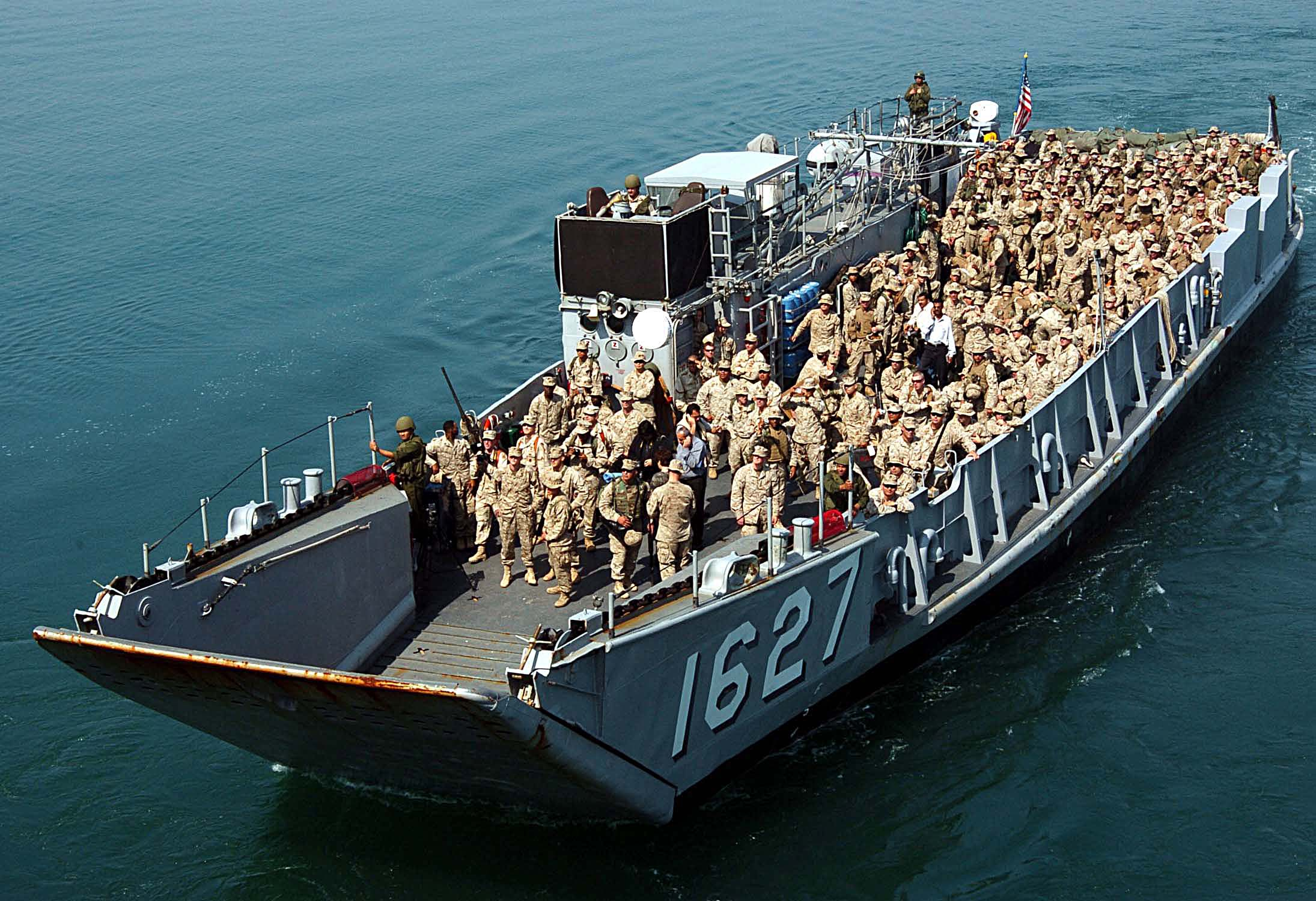
Landing Craft Utility

- BNS Shah Amanat (L900) - 1990  Danemark
- BNS Shah Paran (L901) - 1991  États-Unis
- BNS Shah Makhdum (L902) - 1992  États-Unis

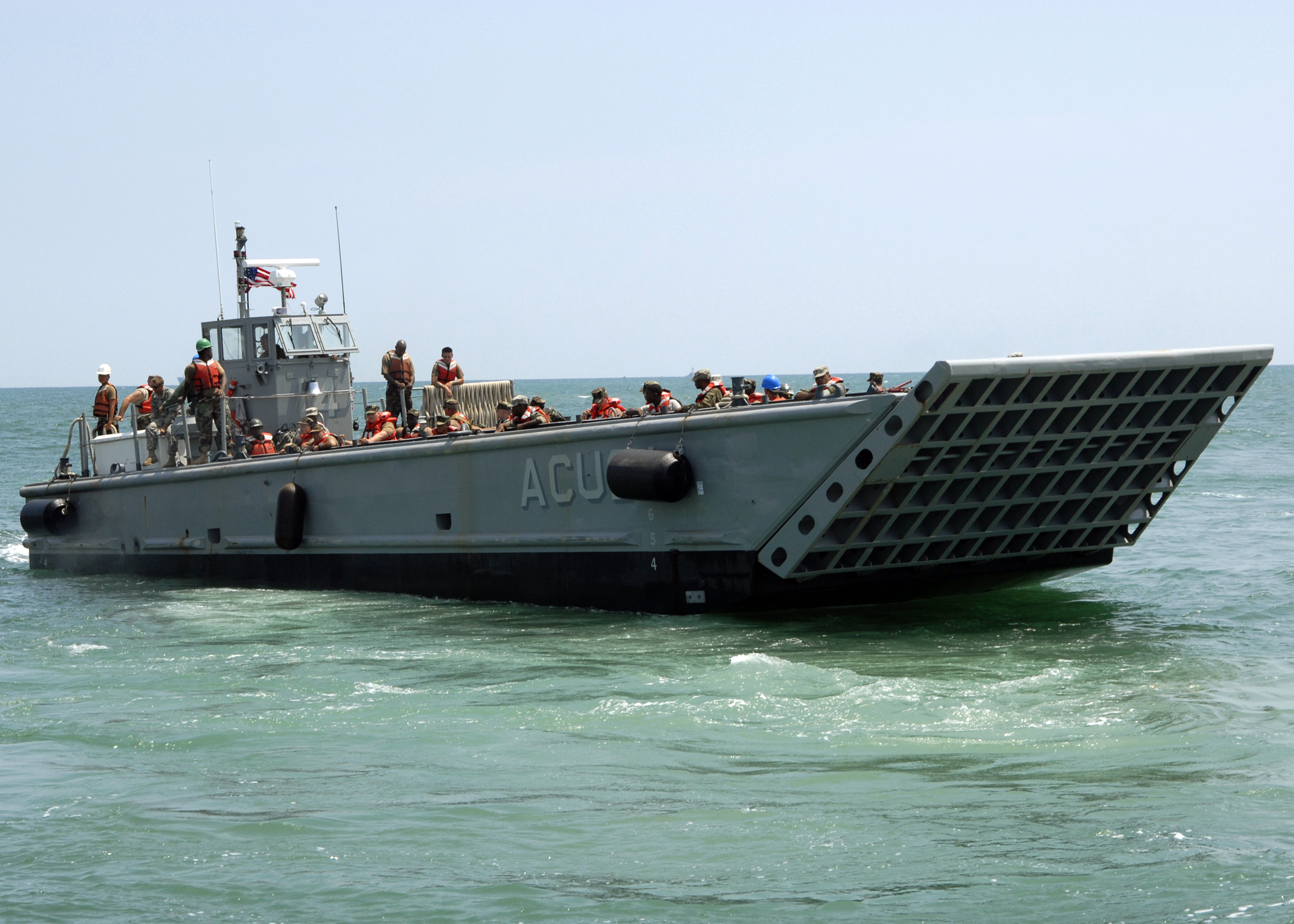
Landing Craft Mechanized

- BNS Hatiya - 2103   Bangladesh
- BNS Sawndwip -

Landing Craft Tank  Bangladesh :
- BNS LCT 103 (A586)
- BNS LCT 105 (A588)

Landing Craft Mechanized :
Classe Yuch'in  Chine : (acquis en 1986)
- BNS Darshak (H 581)
- BNS LCT 101 (A 583)
- BNS LCT 102 (A 584)
- BNS LCT 103 (A 585)

Landing Craft Vehicle  & Personnel  Bangladesh :
- BNS L1011
- BNS L1012
- BNS L1013

## Navires auxiliaires
- BNS Sahayak (A512)
- BNS Shah Jalal (A513)

Ravitailleur carburant :
- BNS Jahan Ali (A515)
- BNS Imam Ghazzali (A516)

Forme de radoub :
- BNFD (A711)

Remorqueurs :
- BNT Khadem (A721)
- BNT Sebak (A722)
- BNT Rupsha (A723)
- BNT Shibsha (A724)
- BNT Halda (A725)
- BNT Poshur (A726)

Bateau-grue :
- BNFC Balaban (A731)

Tender :
- BNS MFV 55
- BNS MFV 56
- BNS Shanket